# Puig de la Creu (Castellar del Vallès)
El puig de la Creu és una muntanya de 668 metres a cavall dels municipis de Castellar del Vallès i de Sentmenat, a la comarca del Vallès Occidental. Al cim hi ha un vèrtex geodèsic i un castell edificat entre els segles xvi i xvii i protegit com a Bé Cultural d'Interès Nacional. A la part més alta del puig hi ha l'església romànica de Santa Maria del Puig de la Creu.
Aquest cim està inclòs a la llista dels 100 cims de la FEEC.